# Mandriva Linux Limited Edition 2005
 (janvier 2021).
 (août 2023).

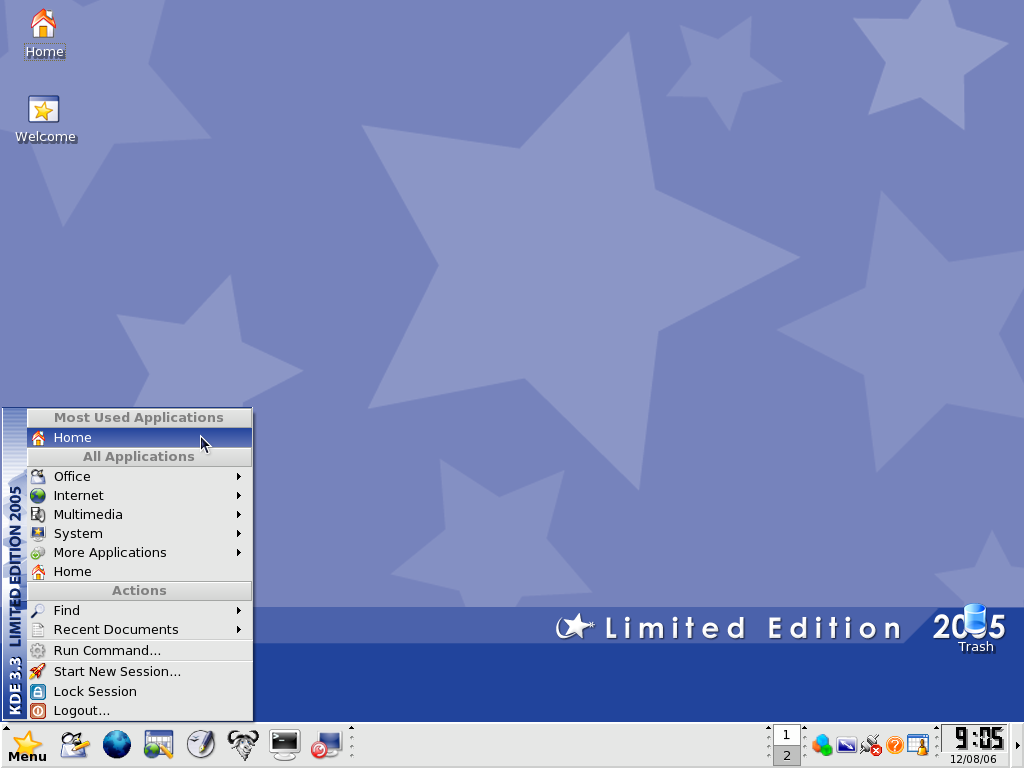
Le bureau KDE de Mandriva Linux LE 2005

Mandriva Limited Edition 2005 est une ancienne version de la distribution Mandriva Linux. Dix-septième version à sortir, elle est la première version à porter le nouveau nom de Mandriva à la place de Mandrake. Elle est également connue sous le nom de MandrakeLinux 10.2. 
Cette version était en réalité une version de transition entre les précédentes versions de Mandriva et la future version qui devait réunir les éléments acquis de la fusion avec la distribution brésilienne Conectiva et ceux obtenus par le rachat de Linbox. 
Cette version de Mandriva Linux est livrée avec la version 2.6.11 du noyau Linux et la version 3.4.3 de GCC. X.org 6.8.2 est installé avec l'option composite désactivé par défaut. Quant aux environnements, Mandriva LE 2005 est livré avec KDE 3.3.2 (avec des backports de KDE 3.4 incluant le support de  thèmes gdm et kdm ainsi que le nouveau kpdf) et Gnome est livré en sa version 2.8.3. 
Cette version de la distribution profite également de logiciels comme  The GIMP 2.2, OpenOffice 1.1.4 ou  MySQL 4.1.11. Elle est la première version à offrir un support total des contrôleurs Host RAID Adaptec ainsi que la prise en charge des Claviers multimédia et la prise en charge étendue des périphériques amovibles (appareils photos numériques, CD-Rom, Clés USB, etc.).
Cette version ne proposera pas d'édition Powerpack, du fait qu'il s'agit d'une version de transition. 

## Nouveautés
- Support de deltarpm pour réduire considérablement le poids des téléchargements de mises à jour

- Utilisation de la technologie NX (No-eXecute) dans le kernel par défaut, nécessitant le support du PAE (Physical Address Extension).

- Utilisation automatique de dmix (mixage matériel) pour les applications se servant d'ALSA

- Passage au menu XDG tel que spécifié par freedesktop.org

- Firefox devient le navigateur par défaut avec le thème CrystalSVG pour KDE et le thème courant pour GNOME. Les correctifs de la version 1.0.3 sont intégrés.

- Remplacement de magicdev par gnome-volume-manager et HAL

- Intégration de DKMS (Dynamic Kernel Module Support)